# Tedania lanceta
Tedania lanceta är en svampdjursart som beskrevs av Koltun 1964. Tedania lanceta ingår i släktet Tedania och familjen Tedaniidae. Inga underarter finns listade i Catalogue of Life.